# イングランドを爆撃せよ
イングランドを爆撃せよ （ドイツ語: Bomben auf Engeland, イングランドをばくげきせよ）は、ナチス・ドイツの軍歌。イギリスを爆撃せよ、英国を爆撃せよ、英国爆撃などとも訳される。作詞はヴィルヘルム・シュテープラー(Wilhelm Stöppler)が、作曲はノルベルト・シュルツェが担当した。

## 概要
元々は1940年に公開された空軍の宣伝映画『Feuertaufe』(炎の洗礼)の挿入歌として作詞・作曲された。『Feuertaufe』の内容は1939年のポーランド侵攻における空軍の活躍を伝えるものであり、この挿入歌も当初は「ポーランドを爆撃せよ」(Bomben auf Polenland!)として歌われていた。その後、英本土爆撃の激化に伴い、これを題材とする歌詞の書き換えが行われたのである。